# Põltsamaa jõgi
La Põltsamaa (en estonien : Põltsamaa jõgi) est une rivière qui s'écoule dans les comtés de Viru oriental , Jõgeva, Järva et de Viljandi en Estonie,.

## Présentation
La Põltsamaa est la troisième plus longue rivière d'Estonie. 
Elle traverse la commune de Põltsamaa et le centre de la ville de Põltsamaa, du côté nord-est du château de Põltsamaa,.
C'est un affluent de la rivière Pedja.
La rivière Põltsamaa prend sa source à l'extrémité sud-ouest des collines de Pandivere à l'est de Tamsalu à Ärina-Kännuküla. 
La longueur de la rivière est de 136 km, débit moyen est de 12,3 m3/s.
Son bassin versant à une superficie de 1 297 km2. 
Le dénivelé de la rivière est de 72 mètres soit 0,53 m/km. 
La Põltsamaa se divise en deux bras dans le bassin d'Endla : le bras droit (Vana-Vorsti ou Vanajõgi, qui est considéré comme l'ancien lit de la rivière Põltsamaa et lors des crues son sens d'écoulement va vers la rivière Preedi jõgi) le relie à la rivière Preedi jõgi, le bras gauche (rivière Nava jõgi) traverse l'extrémité nord-ouest du lac Endla Sinijärv et rejoint également la rivière Preedi jõgi par le canal Räägu kanal. 
A Rutikvere, il y a un barrage sur la rivière et des étangs à poissons sur les rives, à Põltsamaa il y a une centrale électrique sur la rivière et en contrebas à Kamari un barrage et une centrale électrique (puissance 200 kW). 
Ses plus grands affluents de droite sont Preedi jõgi (41 km), Päinurme jõgi (15 km), Ilmandu jõgi (13 km) et le ruisseau Võling (13 km) et le ruisseau de Soosaare (13 km), son affluent de gauche est la rivière Nõmme jõgi (14 km).
La rivière Põltsamaa est la seule rivière d'Estonie qui coule dans quatre comtés.

## Galerie

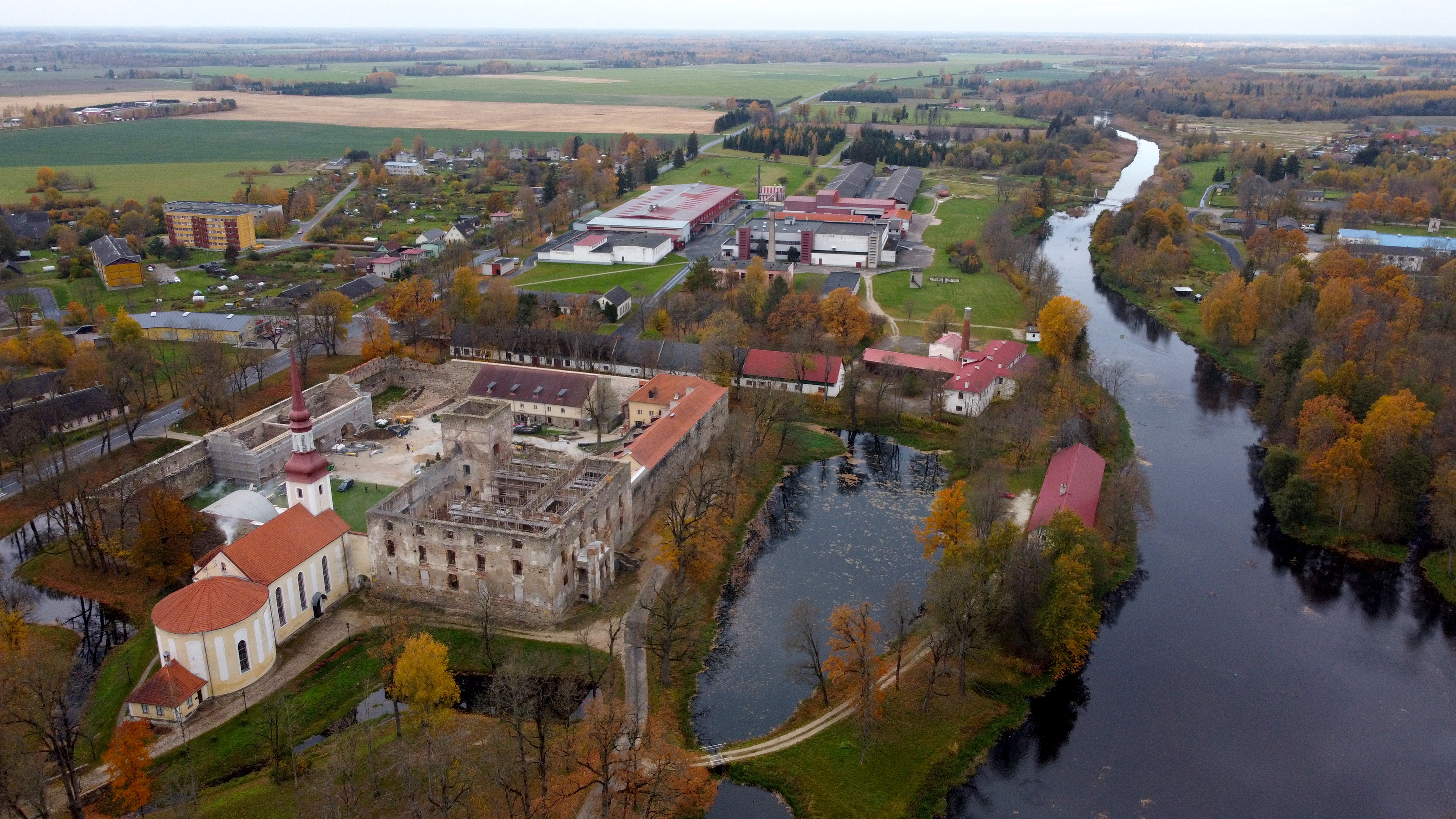
La Põltsamaa et le château de Põltsamaa.
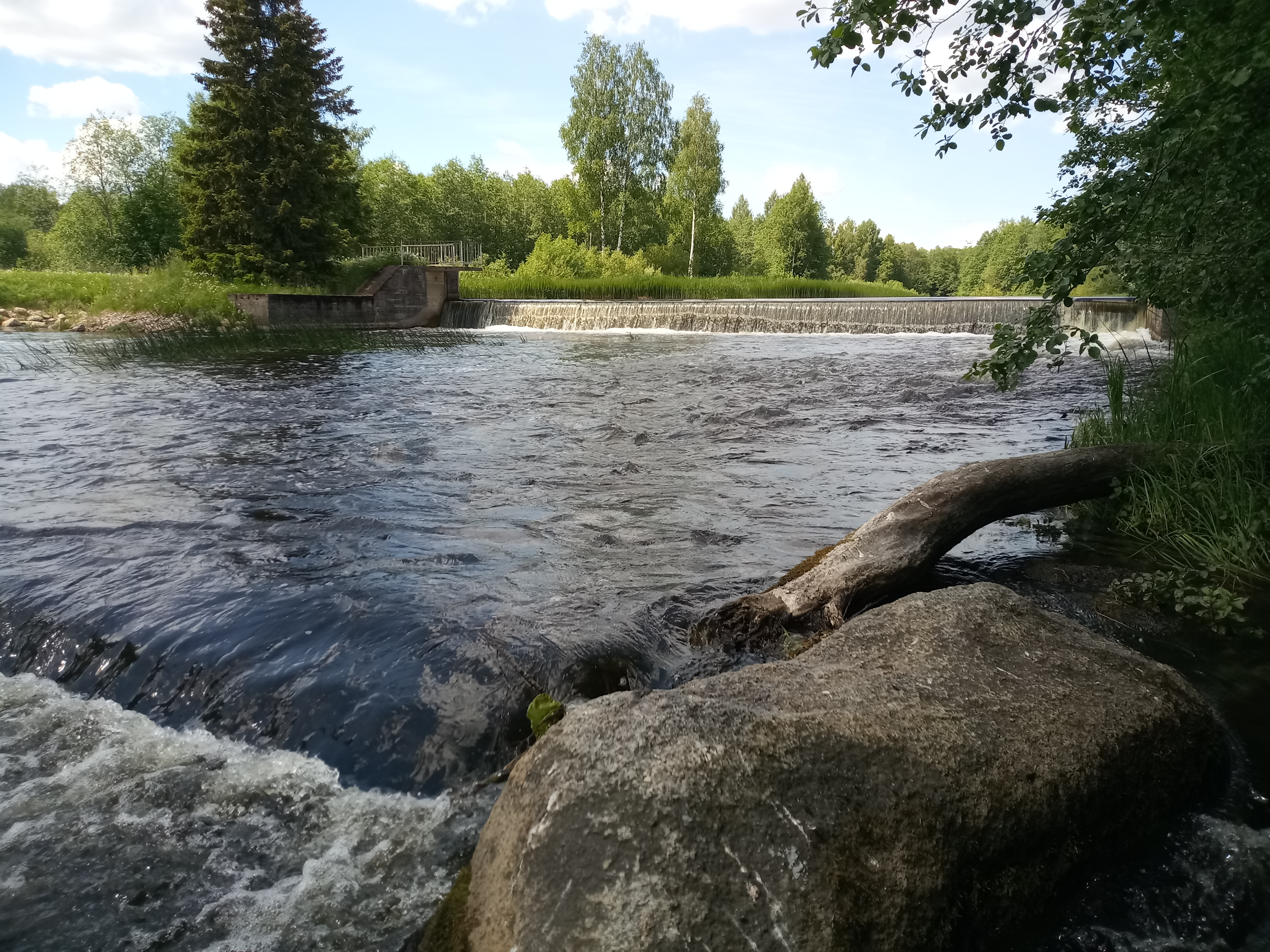
Barrage de Rutikvere.
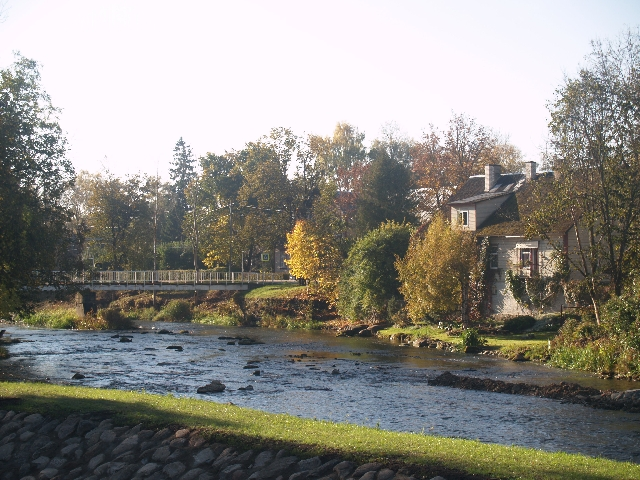
La Põltsamaa vue de Roosisaar.

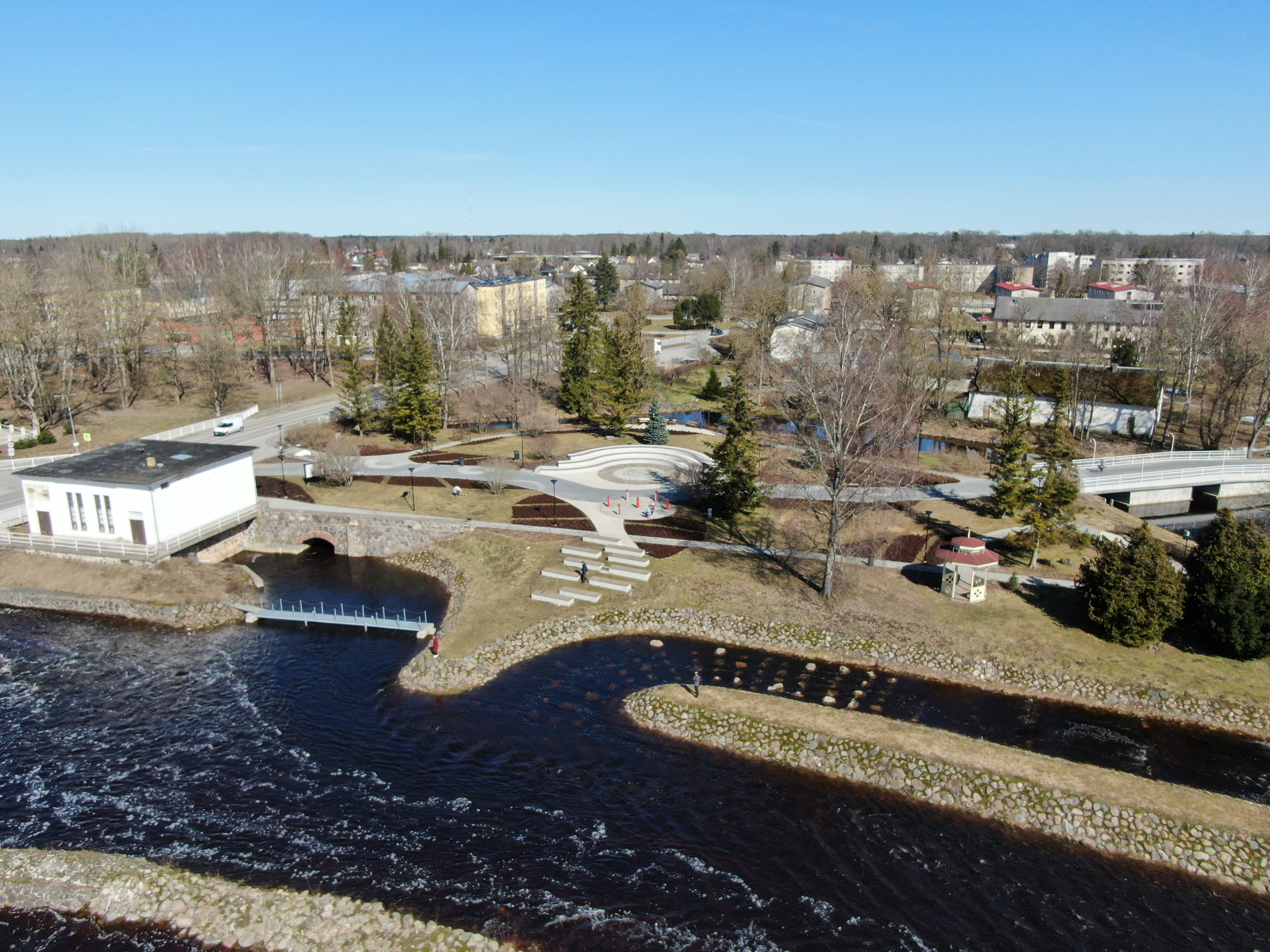
La Põltsamaa et la Échelle à poissons
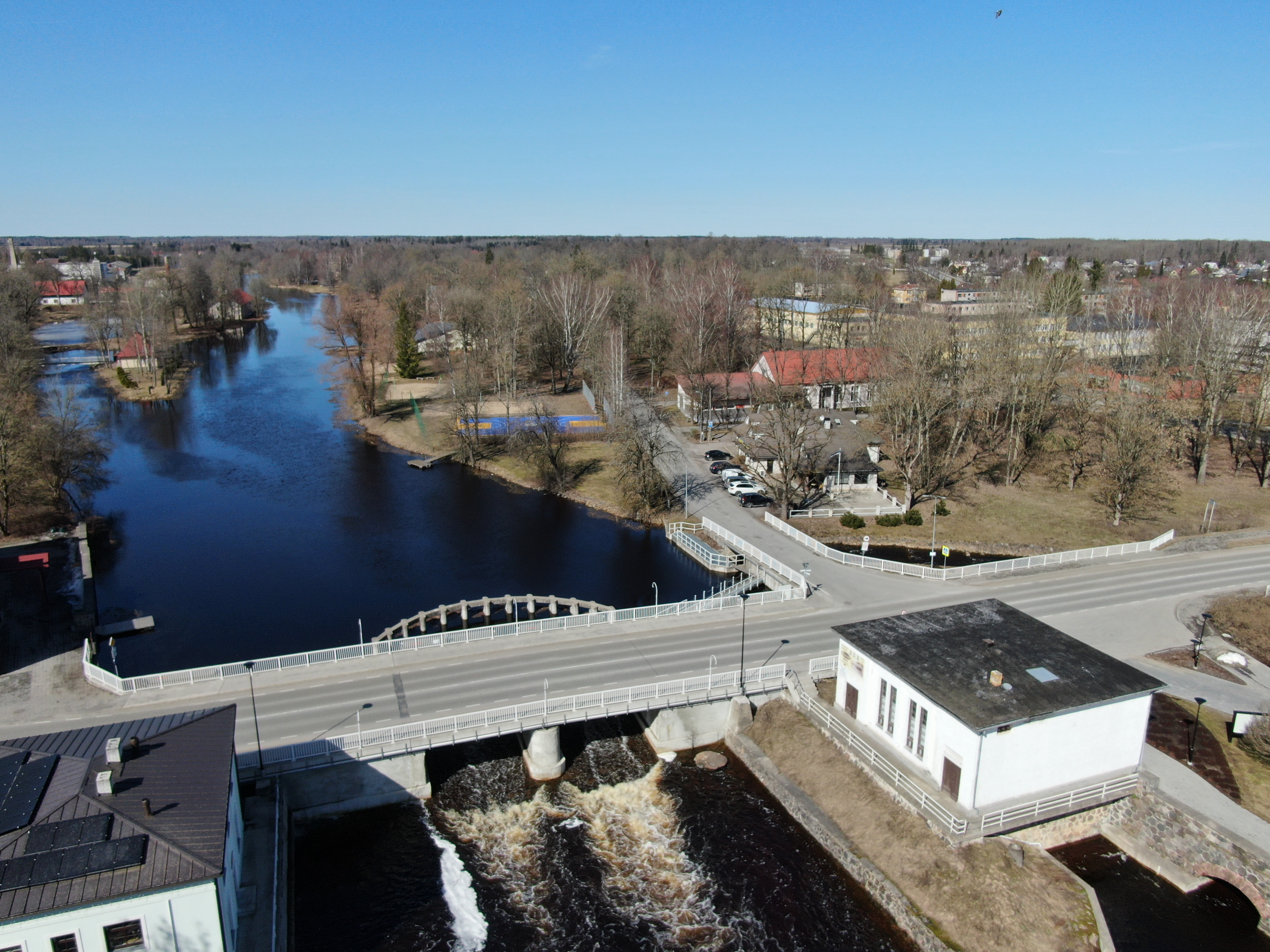
Le grand pont de la La Põltsamaa.
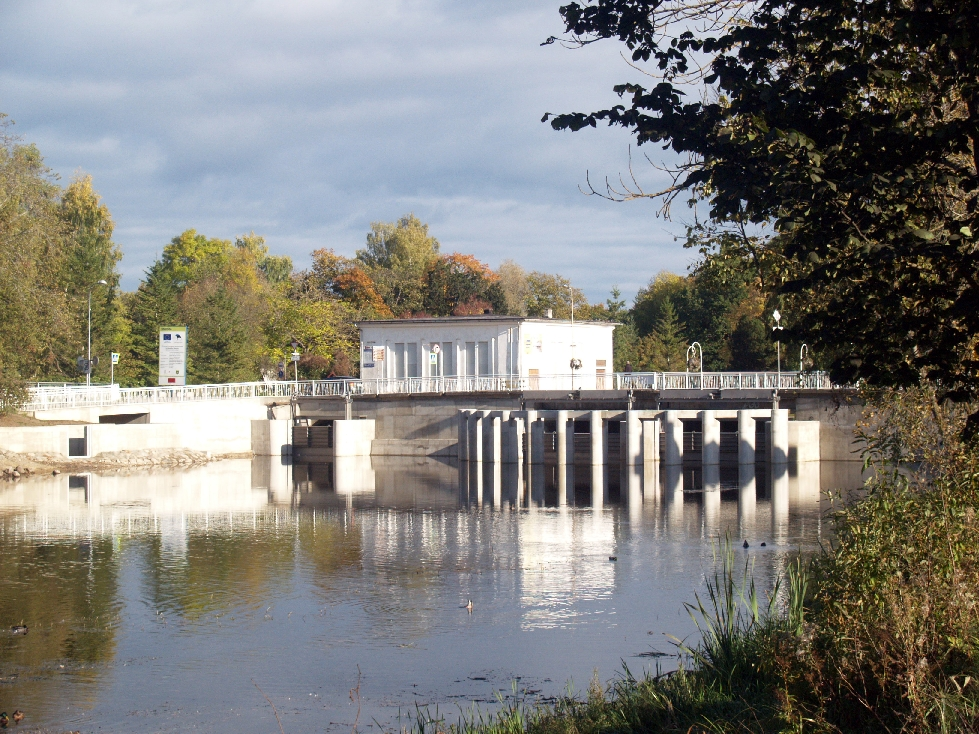
Le grand pont de la La Põltsamaa.

### Articles  connexes
- Liste des cours d'eau de l'Estonie